# Wilhelm von Meyeren (Physiker)
Wilhelm von Meyeren (* 26. April 1905 in Berlin; † 4. Februar 1983 in Hannover) war ein deutscher Physiker.

## Leben
Wilhelm von Meyeren studierte Mathematik und Physik an der Universität Göttingen und wurde dort Mitglied des Corps Brunsviga. Ende 1929 schloss er seine Studien mit der Promotion zum Dr. phil. bei Robert Wichard Pohl ab. Er wurde Assistent an der Technischen Hochschule Karlsruhe, 1935 an der Technischen Hochschule Hannover. Dort habilitierte er sich 1937 für das Fach Physik. 1938 wurde er zum Dozenten und Oberingenieur ernannt.
Von Meyeren war bereits zum 1. August 1931 in die NSDAP eingetreten (Mitgliedsnummer 615.576). An der Technischen Hochschule Hannover war er zwischen 1937 und 1942 Funktionsträger im Nationalsozialistischen Deutschen Dozentenbund („Amt für Studenten“).
Bei Beginn des Zweiten Weltkrieges wurde von Meyeren kurzzeitig Soldat. Im August 1941 an die Deutsche Karls-Universität in Prag im Protektorat Böhmen und Mähren berufen, übernahm er dort 1942 den Lehrstuhl für Experimentalphysik. Bei Kriegsende wurde er interniert, im März 1946 nach Deutschland entlassen. 1955 wurde seine Venia legendi an der Technischen Hochschule Hannover erneuert. Er wurde 1956 außerordentlicher Professor, 1963 Ordinarius und Inhaber des Lehrstuhls für Festkörperphysik. 1965/66 war er Dekan der Fakultät für Natur- und Geisteswissenschaften. 1973 wurde er emeritiert.